# Лурье, Вера Иосифовна
Ве́ра Ио́сифовна (О́сиповна) Лурье́ (нем. Vera Lourié; 8 (21) апреля 1901 — 11 сентября 1998) — русская поэтесса, литературный критик, педагог.

## Биография
Родилась в еврейской семье. Отец — Иосиф Самойлович Лурье — был врачом-дерматологом, выпускником Киевского университета, принявшим лютеранство и открывшим в Санкт-Петербурге лечебницу венерических, сифилитических и кожных болезней на Гороховой улице; до начала Первой мировой войны он заведовал также военным санаторием. Мать — Мария Павловна Лурье, родом из Балты, была дочерью биржевого маклера, которому как купцу 1-й гильдии разрешено было покинуть черту осёдлости и поселиться в столице. Семья жила на Набережной Фонтанки, дом № 64.
По окончании частной гимназии Л. С. Таганцевой Вера Лурье посещала Дом искусств, где занималась в театральной студии Н. Евреинова и поэтической студии Н. Гумилёва. Со своими стихами она вошла в круг поэтов, близких акмеизму, и стала членом группы «Звучащая раковина». Особенно близка была с Константином Вагиновым.
Осенью 1921 года эмигрировала в Берлин, где сразу после Октябрьской революции уже обосновались её дед с бабушкой. Выступала как литературный критик в изданиях «Голос России», «Дни», «Новая русская книга» и других. Регулярно публиковала стихи в газете «Дни». Близко дружила с Андреем Белым, входила в сложившийся в городе круг русской интеллигенции (чета Эренбург, Нина Берберова, Александр Бахрах, последний — её родственник).
Когда после 1924 года Берлин потерял своё значение как центр русской эмиграции, Лурье стала писать меньше стихов, работала учительницей русского языка. В 1938 году была арестована гестапо, но вскоре выпущена (её мать была депортирована в концентрационный лагерь Терезиенштадт). В середине 50-х написала для газеты «Русская мысль» несколько стихотворений и воспоминания о Н. Евреинове. С 1983 года писала на немецком языке, автор воспоминаний.
Лирика Лурье отличается ясностью и лаконичностью, как у акмеистов.

## Семья
- Дядя (муж сестры отца, Доры Лурье) — врач-пульмонолог и бактериолог Филипп Маркович Блюменталь, директор химико-бактериологического института, один из основателей Всероссийской лиги борьбы с туберкулёзом, которая под его руководством 20 апреля 1911 года впервые провела противочахоточный «День белой ромашки».
- Дядя (двоюродный брат матери) — дирижёр, заслуженный деятель искусств РСФСР Александр Борисович Хессин (1869—1955).

## Сочинения
- Стихотворения. Берлин, 1987.